# SN 2006mu
SN 2006mu – supernowa typu Ia odkryta 17 października 2006 roku w galaktyce A222400+0049. W momencie odkrycia miała maksymalną jasność 21,20m.